# Punjo (brætspil)
 For alternative betydninger, se Punjo. (Se også artikler, som begynder med Punjo)
Punjo er et brætspil fra Indien. Det kan spores tilbage til ca. 4.000 år før f.Kr. I dag spilles det hovedsageligt i Indien og Pakistan.